# Къща на улица „Гоце Делчев“ № 3
Къщата на улица „Гоце Делчев“ № 3 (на македонска литературна норма: Куќа на улица „Гоце Делчев“ бр. 3) е възрожденска къща в град Щип, Република Македония. Къщата е обявена за значимо културно наследство на Република Македония.

## Архитектура
Сградата е разположена улица „Гоце Делчев“ № 3. Изградена е в 1931 година и е класически пример за архитектурата от времето. Състои се от сутерен и два етажа. Към входната врата води каменно стълбище. Вратата е централно разположена и има сводест прозорец с решетка от ковано желязо. От двете страни има поставени прозорци в декоративни рамки от гипс. На втория етаж има два балкона с ограда от вито желязо с по един прозорец и врата с профилирани рамки. Между балконите има имитация на формата на входната врата, в която е изписана годината на изграждане и инициалите на собственика. Покривът има парапетни зидчета и е двускатен с керемиди.